# Congrès américain d'échecs

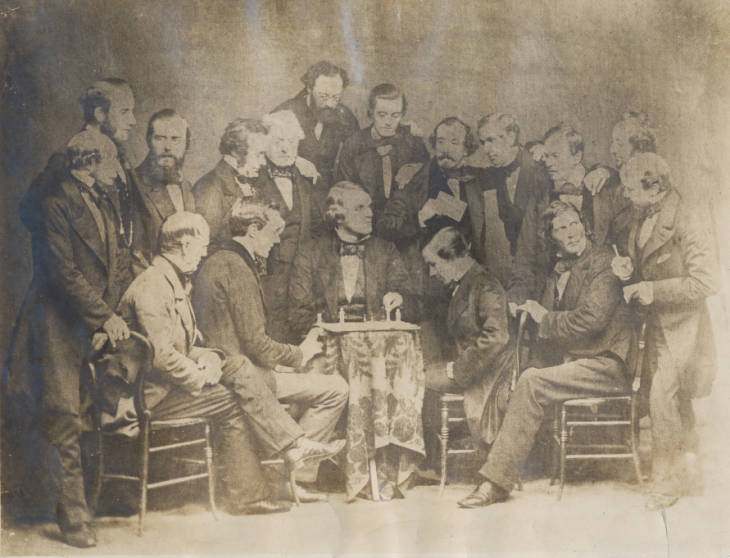
Participants au premier congrès américain à New York en 1857. Morphy, assis à droite, joue avec Paulsen.

Le congrès américain d'échecs (American Chess Congress) est un tournoi organisé de manière irrégulière par la fédération américaine des échecs de 1857 à 1923. Il accueillait des joueurs européens.

## Histoire de la compétition

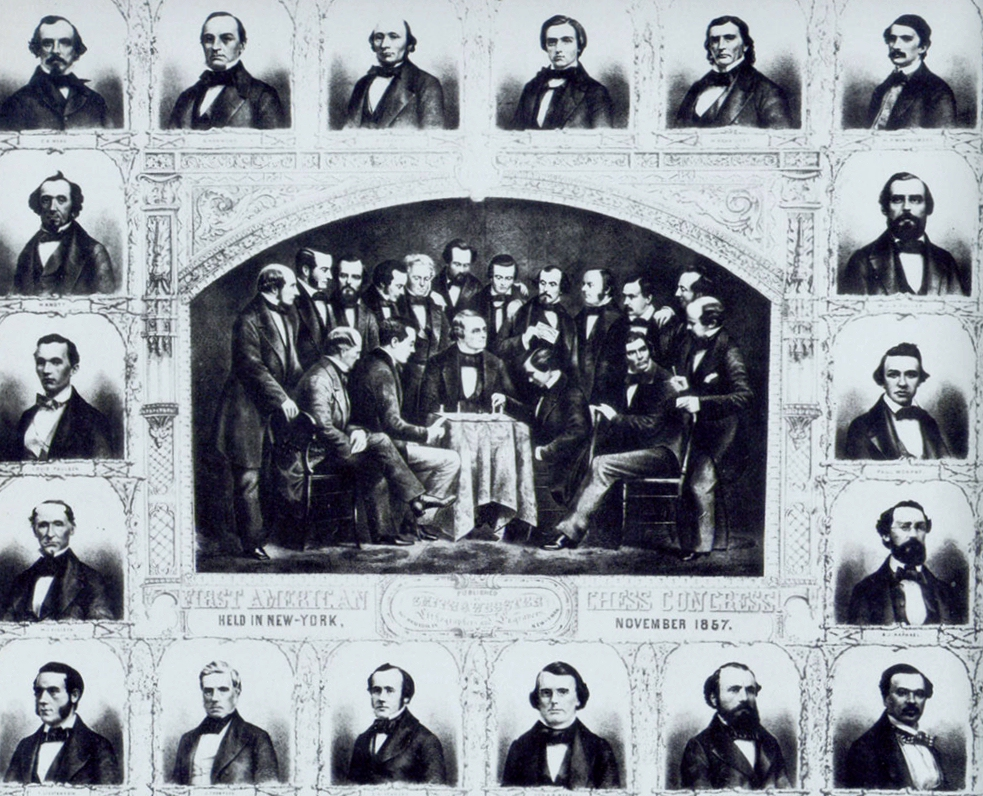
Participants au premier congrès américain à New York en 1857.

Le premier congrès vit la victoire de Paul Morphy à vingt ans en 1857.
George Mackenzie remporta le tournoi à trois reprises (en 1871, 1874 et 1880).
Le tournoi de 1889 est considéré comme l'ancêtre des tournois des candidats. Il réunissait les challengers potentiels du champion du monde Wilhelm Steinitz (Tchigorine, Weiss, Gunsberg, Blackburne et Burn). Le premier américain du tournoi fut S. Lipschütz (sixième).
Le tournoi de 1904 avait une clause qui spécifiait que le titre de champion des États-Unis n'était pas mis en jeu par ce tournoi car le meilleur joueur américain Harry Pillsbury était absent.

## Palmarès
| Édition Année | Édition Année | Lieu           | Vainqueur(s)                       | Deuxième(s)               | Troisième(s)              | Quatrième(s)      | Cinquième(s)                                                        | Notes                                               |
| ------------- | ------------- | -------------- | ---------------------------------- | ------------------------- | ------------------------- | ----------------- | ------------------------------------------------------------------- | --------------------------------------------------- |
| 1             | 1857          | New York       | Paul Morphy                        | Louis Paulsen (finaliste) | Theodor Lichtenhein       | Benjamin Raphael  | Alexander Meek Frederick Perrin Napoleon Marache Hardman Montgomery | Seize joueurs (tournoi à élimination directe)       |
| 2             | 1871          | Cleveland      | George Mackenzie                   | Henry Hosmer              | Frederick Elder           | Max Judd          | Preston Ware Harsen Smith                                           | Neuf joueurs classés suivant le nombre de victoires |
| 3             | 1874          | Chicago        | George Mackenzie                   | Henry Hosmer              | Max Judd                  | Frederick Bock    | Frederic Elder                                                      | Huit joueurs                                        |
| 4             | 1876          | Philadelphie   | James Mason                        | Max Judd                  | Harry Davidson Henry Bird |                   | Jacob Elson                                                         | Neuf joueurs Mackenzie était absent                 |
| 5             | 1880          | New York       | George Mackenzie (après départage) | James Grundy (ex æquo)    | Charles Moehle            | Alexander Sellman | Max Judd                                                            | Tournoi à deux tours Dix joueurs                    |
| 6             | 1889          | New York       | Mikhaïl Tchigorine Miksa Weiss     |                           | Isidor Gunsberg           | Joseph Blackburne | Amos Burn                                                           | Tournoi à deux tours Vingt joueurs                  |
| 7             | 1904          | Saint-Louis    | Frank Marshall                     | Max Judd                  | Louis Uedemann            | Emil Kemény       | Edward Schrader Louis Eisenberg                                     | Dix joueurs                                         |
| 8             | 1921          | Atlantic City  | David Janowski                     | Norman Whitaker           | Charles Jaffe             | Martin Hago       | Samuel Factor Frank Marshall Vladimir Sournin                       | Douze joueurs                                       |
| 9             | 1923          | Lake Hopatcong | Frank Marshall Abraham Kupchik     |                           | David Janowski            | Edward Lasker     | Morris Schapiro                                                     | Quatorze joueurs                                    |